# Lagoa das Furnas

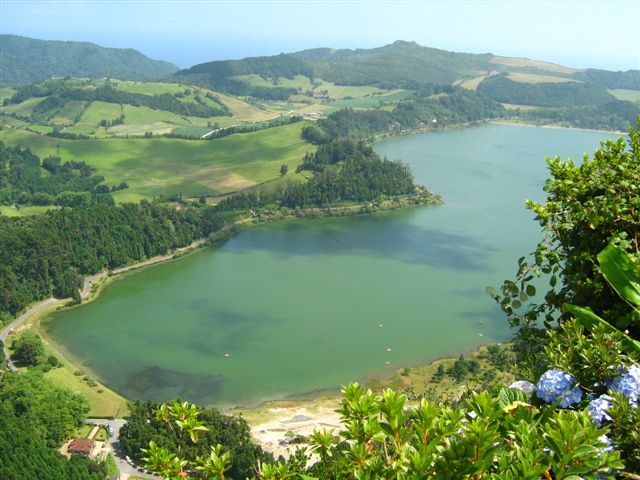
Lagoa das Furnas, ilha de São Miguel, Arquipélago dos Açores, Portugal.

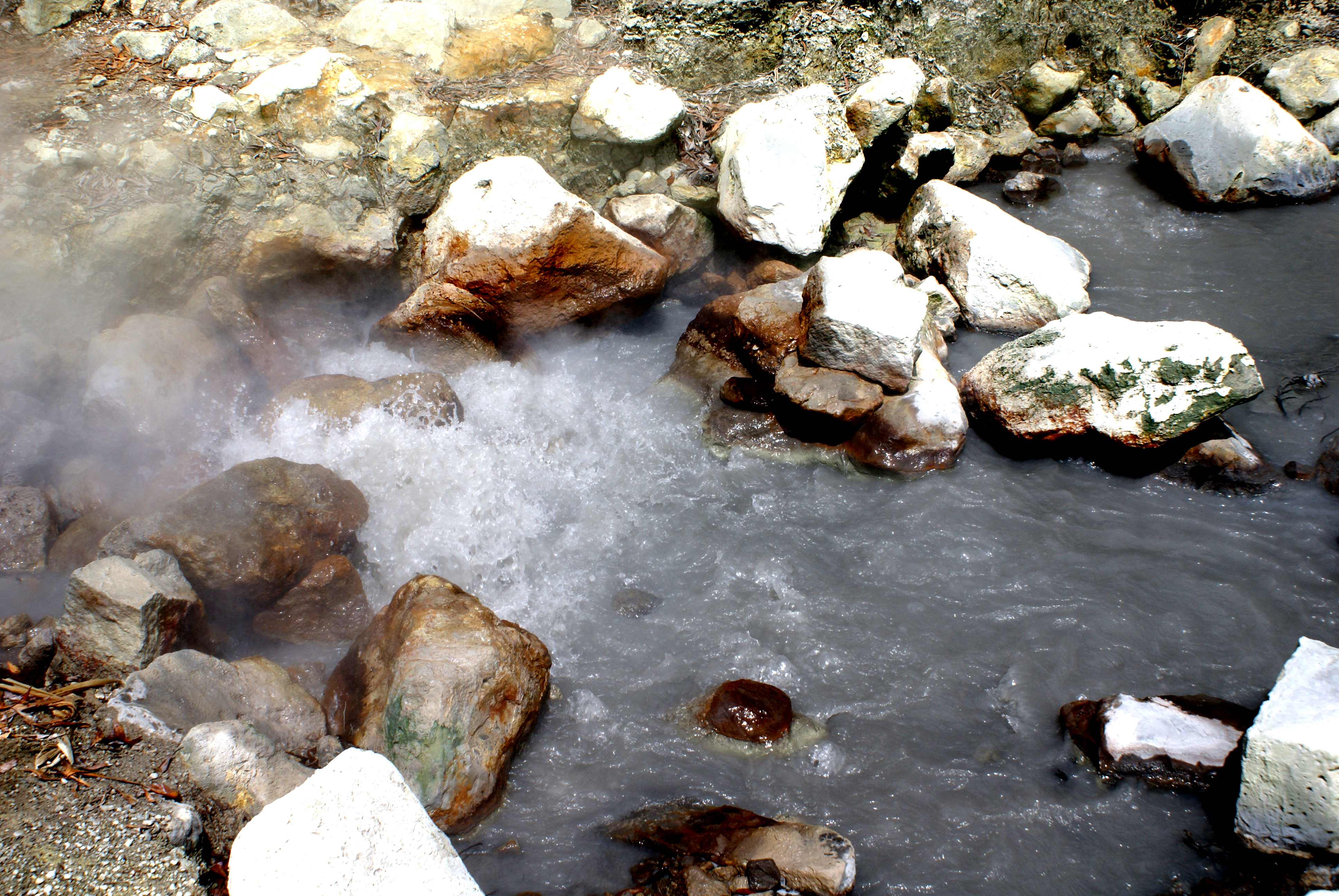
Furnas, Zona de cozidos.

A Lagoa das Furnas é uma lagoa portuguesa, localizada na ilha açoriana de São Miguel, arquipélago dos Açores, na localidade das Furnas, município da Vila da Povoação e está relacionada com a formação vulcânica das Furnas. Encontra-se a uma cota de altitude que ronda os 600 metros.
Encontra-se rodeada um abundante vegetação macaronésica, além de igualmente abundantes manifestações vulcânicas do tipo Fumarola, sulfatara e caldeiras de águas ferventes. Nas margens desta lagoa e devido às águas ferventes vulcânicas fazem-se os tradicionais Cozidos à Portuguesa, debaixo da terra com o calor dessas manifestações vulcânicas.
Nas margens desta lagoa encontra-se uma das mais curiosas capelas da ilha de São Miguel dedicada a Nossa Senhora das Vitórias, este templo, a Capela de Nossa Senhora das Vitórias foi destinada a ser o Mausoléu de José do Canto e foi solenemente inaugurada em 15 de Agosto de 1886.
Na margem sul da lagoa foi inaugurado O Centro de Monitorização e Investigação das Furnas (CMIF) que tem por objetivo implementar e divulgar as ações de recuperação ecológica da qualidade da água e do econssistema da Lagoa, no âmbito dos programas e ações do Plano de Ordenamento da Bacia Hidrográfica da Lagoa das Furnas (POBHLF). 
O Centro de Monitorização e Investigação das Furnas (CMIF) integra uma intervenção mais alargada que articula, num único projeto e de forma transversal, os programas e ações do Plano de Ordenamento da Bacia Hidrográfica da Lagoa das Furnas (POBHLF), nomeadamente a requalificação das margens. Inaugurado a 1 de Julho de 2011, o CMIF assume, desde logo, um papel importante na tradução da linguagem científica para formas de disseminação de conhecimento, capazes de cativar os visitantes para uma melhor compreensão da Natureza, assim como para atividades lúdicas e de recuperação ecológica numa paisagem em constante transformação.
Situado na margem sul da Lagoa das Furnas, este projeto, da autoria do arqt.º Manuel Aires Mateus veio, numa outra perspetival, dar visibilidade à Lagoa das Furnas, desta feita numa vertente arquitetónica, além da ambiental/natural que lhe é normalmente atribuída. Nas palavras do próprio “foi concebido como uma escultura de pedra colocado na paisagem, tendo por base o enquadramento da matéria-prima no verde circundante e a capacidade de relacionar o basalto vulcânico da região com o ambiente natural que é a Lagoa das Furnas.” Esta relação entre materialidade e natureza foi recentemente distinguida com a atribuição do "Premio Internazionale Architetture di Pietra 2011 – XII edizione", na cidade italiana de Verona, que premiou a qualidade espacial e arquitetónica do projeto e a sua execução em pedra local, neste caso concreto o basalto.
O CMIF dispõe de uma área de acolhimento ao visitante onde é disponibilizada informação sobre a missão e objetivos do projeto, capaz de despertar a curiosidade e interesse em conhecer, de uma forma mais aprofundada, a recuperação do ecossistema do vale das Furnas. Este espaço contempla  um pequeno bar e loja na qual, através dos produtos de merchandising, promovemos a flora e fauna nativas.
A área destinada a exposição permite-nos “viajar” ao património natural que é o vale das Furnas e à sua lagoa, através de mecanismos interativos, ferramentas acessíveis aos utilizadores, plataformas multimédia e visitas guiadas. O visitante é conduzido à descoberta do ecossistema da lagoa através da caracterização da sua geologia e vulcanismo, ecossistemas lacustres e limnologia, hidrópole, fauna e flora nativas. 
No auditório é possível visionar um pequeno documentário sobre o património natural das Furnas, a sua história e vivências, bem como o projeto que está em curso para a sua recuperação. Este espaço está também vocacionado para workshops, seminários, ações de formação, de educação e sensibilização ambiental.
Paralelamente, o CMIF dispõe de uma área de investigação, monitorização e desenvolvimento de projetos, da qual fazem parte, uma sala de trabalho, pequenos gabinetes de apoio e laboratórios de monitorização preparados para acolher os seus convidados. Estas áreas são dedicadas à implementação e gestão do Plano de Ordenamento da Bacia Hidrográfica da lagoa das Furnas que pretende, de um modo regrado e coerente, compatibilizar os usos e atividades com a proteção e valorização ambiental da bacia hidrográfica, sendo que o principal objetivo é a melhoria da qualidade da água da lagoa. 
Complementarmente a este pólo principal de atividades, a zona envolvente engloba um conjunto de áreas exteriores, nomeadamente, zona de merendas e estadia, instalações sanitárias, parque de estacionamento e um amplo espaço verde com vista privilegiada sobre a Lagoa, onde os visitantes podem contemplar a paisagem e desenvolver atividades de lazer.

## Galeria

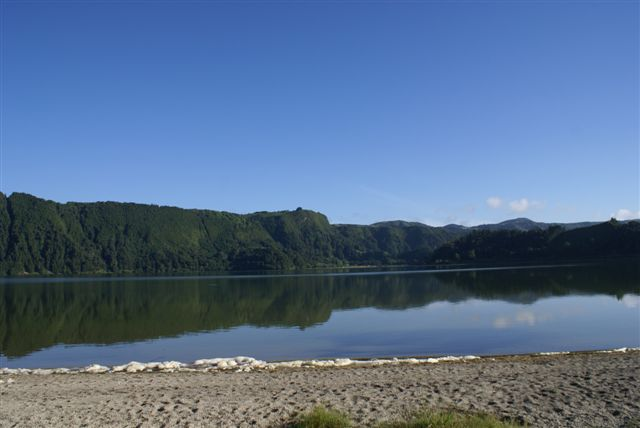
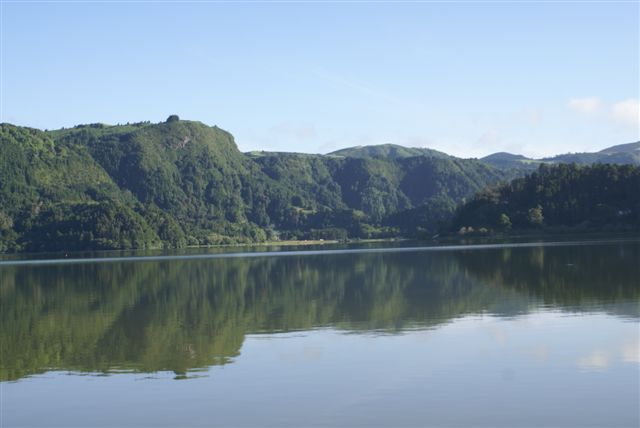
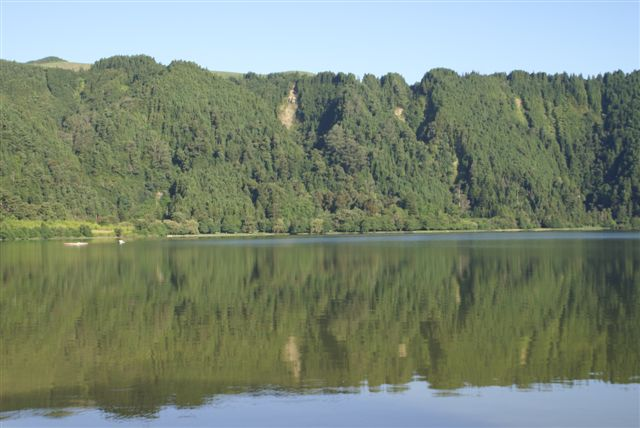
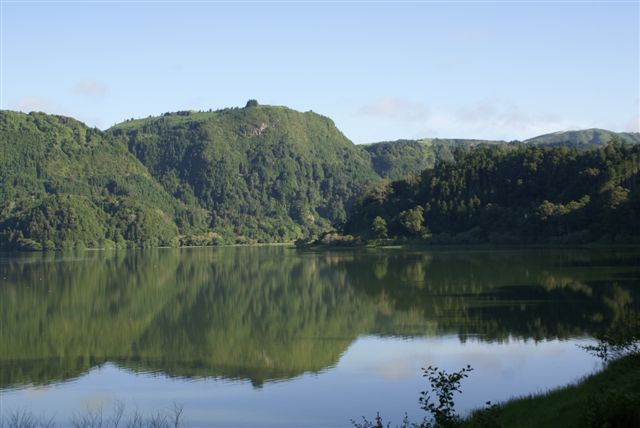
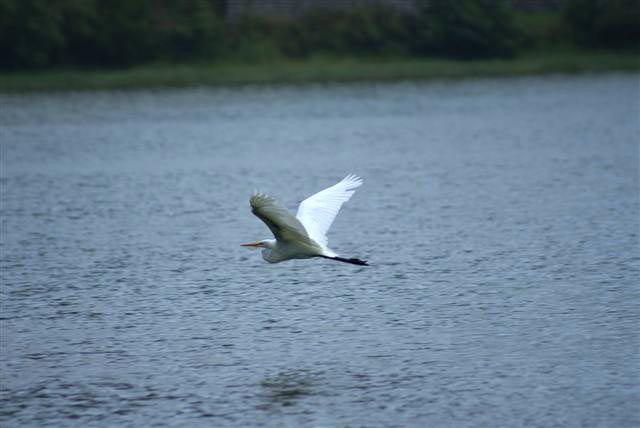